# Electro house

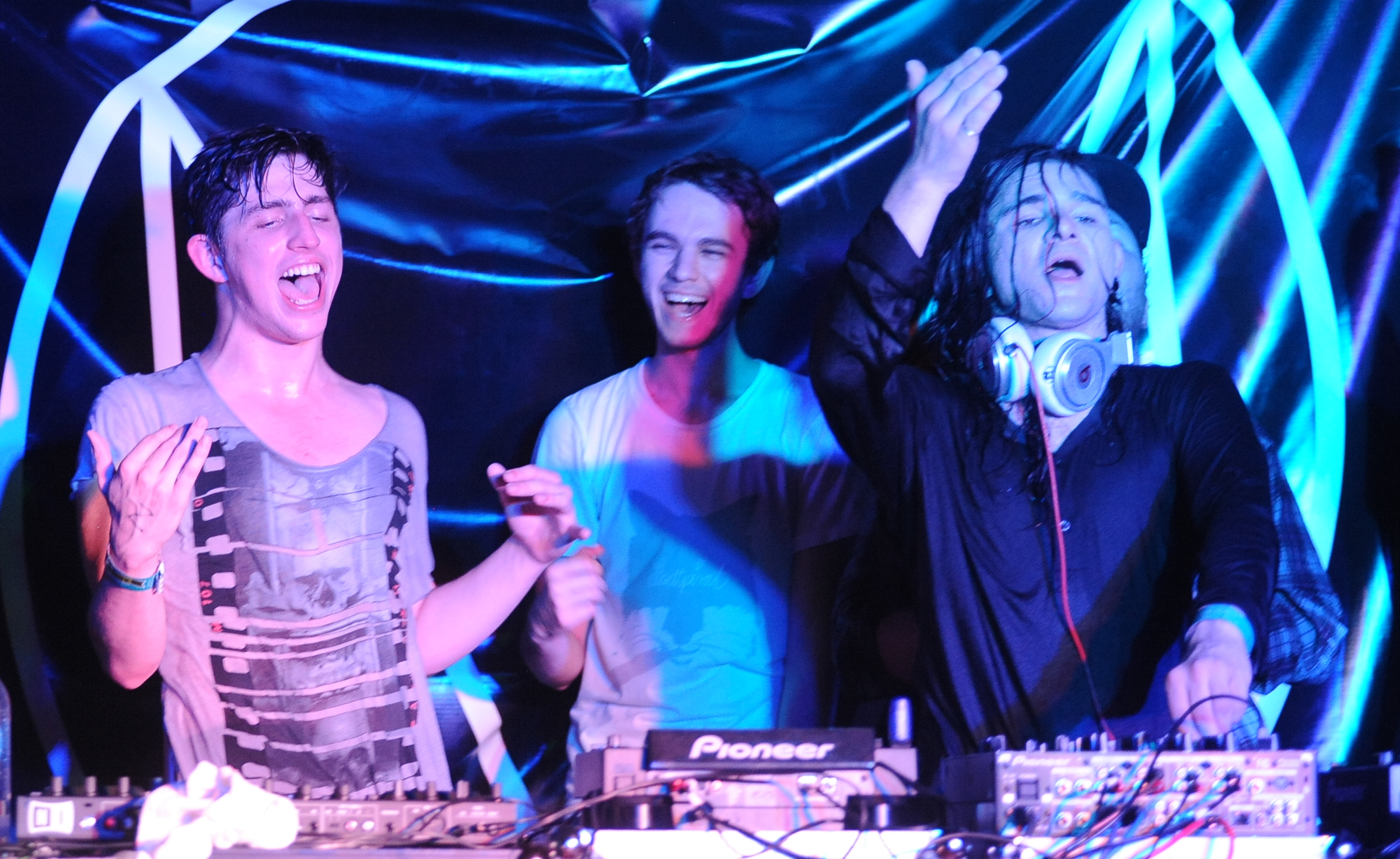
Porter Robinson, Zedd și Skrillex evoluând în 2012

Electro House este un subgen al muzicii house care conține sunete specific electronice, sunete brute sau compuse generate de sintetizatoare hardware sau software, în general aceste sunete se se produc cu generatoare de unde sonore pătrate sau în formă de zigzag, la care se adaugă filtre și efecte pentru a-i spori complexitatea și gradul de fascinare.
Originile electro house-ului sunt obscure, cu influențe variabile fiind atribute genului electro, electroclash, pop, synthpop, și tech house. Termenul este utilizat pentru a descrie muzica multor DJ din DJ Mag Top 100, inclusiv Deadmau5, Dimitri Vegas & Like Mike, Hardwell, Kaskade, Tiesto, Madeon, Porter Robinson și Afrojack.
Tempo-ul acestui gen poate varia între 125 și 140 BPM (bătăi pe minut, sau în limba engleză: "beats per minute"). 
Este un gen de muzică ascultat în mare parte în discoteci, cluburi și evenimente la care se folosește volum mare în difuzoare.
În acest gen muzical nu este neapărată nevoie de parte vocală, deoarece sunetele pe care le are sunt create cu scopul de a fi plăcute așa cum se aud.